# Ибиан
Ибиан (порт. Ibiam)  —  муниципалитет в Бразилии, входит в штат Санта-Катарина. Составная часть мезорегиона Запад штата Санта-Катарина. Входит в экономико-статистический  микрорегион Жоасаба. Население составляет 1873 человека на 2006 год. Занимает площадь 147,329 км². Плотность населения — 12,7 чел./км².

## Статистика
- Валовой внутренний продукт на 2003 составляет 27.618.455,00 реалов (данные: Бразильский институт географии и статистики).
- Валовой внутренний продукт на душу населения на 2003 составляет 14.452,36 реалов (данные: Бразильский институт географии и статистики).
- Индекс развития человеческого потенциала на 2000 составляет 0,809 (данные: Программа развития ООН).